# Фабіо Бріні
Фабіо Бріні (італ. Fabio Brini, нар. 1 травня 1957, Порто-Сант'Ельпідіо) — італійський футболіст, що грав на позиції воротаря. По завершенні ігрової кар'єри — тренер.
Як тренер він чотири рази виводив клуби з Серії С1 в Серію В: вперше — на посаді асистента «Анкони» в сезоні 1996-97 (через плей-оф), а потім виводив «Анкону» і як головний тренер в сезоні 1999-00, втретє підвищився з клубом «Салернітана» в сезоні 2007-08 і вчетверте із «Карпі» в сезоні 2012-13.

## Ігрова кар'єра
Вихованець клубу «Асколі». 1979 року для отримання ігрової практики був відданий в оренду в «Чивітановезе» з Серії С2, де протягом двох сезонів був основним воротарем. У 1981 році повернувся в «Асколі», де протягом двох сезонів був основним воротарем клубу у Серії А.
Своєю грою за останню команду привернув увагу представників тренерського штабу клубу «Удінезе», до складу якого приєднався влітку 1983 року. Відіграв за команду з Удіне наступні п'ять сезонів своєї ігрової кар'єри (чотири чемпіонати у вищому дивізіоні, то в тому числі три в статусі основного воротаря, і один в Серії В).
У жовтні 1988 року став гравцем клубу «Ланероссі» з Серії С1, де став знову основним воротарем, зігравши у 27 матчах до кінця чемпіонату, після чого два з половиною роки грав за «Авелліно», проте був запасним воротарем, тому зіграв лише 12 матчів у сезоні 1990-91.
У січні 1992 року перейшов у «Авеццано» з Серії С2, де провів наступні півтора року.
Завершив професійну ігрову кар'єру у клубі «Фермана», за команду яку виступав протягом сезону 1993-94 років і допоміг команді вийти до Серії С2. За свою кар'єру він зіграв у цілому 142 матчів у Серії А

## Кар'єра тренера
Розпочав тренерську кар'єру невдовзі по завершенні кар'єри гравця, 1995 року, очоливши тренерський штаб клубу «Монтеджорджезе» з аматорського чемпіонату. Наступного року став асистентом головного тренера у «Анконі»,
1998 року став головним тренером команди «Фоджа», тренував команду з Фоджі лише один рік і за підсумками першого сезону вилетів з командою до Серії С2, програвши в плей-аут «Анконі». Тим не менш Бріні після цього був призначений головним тренером саме «Анкони», замінивши легендарного Бруно Джордано. З цією командою Бріні зайняв 2 місце у своїй групі і виграв плей-оф, що дозволило команді вийти до Серії В. Там Фабіо пропрацював з командою півтора року і покинув її в кінці 2001 року після розгромної поразки від «Емполі» (0:5), будучи заміненим на Лучано Спаллетті.
Після цього Бріні працював з «Таранто» та «Мартіна-Франка» у Серії С1 та «Тернаною» в Серії В, після чого 3 лютого 2008 року очолив тренерський штаб клубу «Салернітана», з якою в тому з сезоні зайняв перше місце і вийшов у Серію В. У другому дивізіоні Бріні зайняв з командою 14 місце, але на початку нового сезону 2009-10 клуб у п'яти стартових турах не набрав жодного очка, через що 19 вересня 2009 року Фабіо Бріні покинув клуб.
5 серпня 2011 року Бріні очолив клуб «Пергокрема» з Лега Про Пріма Дивізіоне, повернувшись на лавку після невеликої перерви. Проте 5 квітня 2012 року він був звільнений через розбіжності з керівництвом клубу.
у першій половині 2013 року він найнятий «Карпі», яке вивів уперше в історії клубу до Серії B, здолавши в фіналі плей-оф «Лечче» (1:0, 1:1), проте по завершенню сезону покинув клуб.
20 січня 2014 року замінив Гвідо Карбоні на посаді головного тренера «Беневенто», що виступала в групі В Лега Про Пріма Дивізіоне. З «джаллороссі» того ж сезону він кваліфікувався в плей-оф, але програв у півфіналі. У наступному сезоні 2014-15 «Беневенто» знову боровся за історичний вихід Серію B, але 19 квітня 2015 року, незважаючи на друге місце в чемпіонаті і 71 набране очко, Бріні був звільнений керівництвом команди, якою він керував протягом 47 ігор, здобувши 91 очка (25 перемог, 16 нічиїх і 6 поразок).
20 грудня того ж року став новим тренером «Павії», замінивши звільненого Мішеля Марколіні. Проте вже 13 березня 2016 року був звільнений, здобувши лише 16 очок в протягом 10 турів (4 перемоги, 4 нічиї та 2 поразки), з командою на п'ятому місці.
8 липня 2016 року Бріні знову очолив «Анкону» з Лега Про, замінивши Джованні Корначчіні. 14 лютого 2017 року Бріні покинув команду після невдалих результатів команди, яка перебувала в зоні вильоту і розірвав контракт, що діяв до літа 2018 року.

## Титули і досягнення

### Як тренера
- Переможець Серії С1: 2007-08 (група B)